# جیمز مارتینز (کشتی‌گیر)
جیمز مارتینز (انگلیسی: James Martinez؛ زادهٔ ۱۴ نوامبر ۱۹۵۸) کشتی‌گیر اهل ایالات متحده آمریکا است.